# فرودگاه بین‌المللی بن گوریون

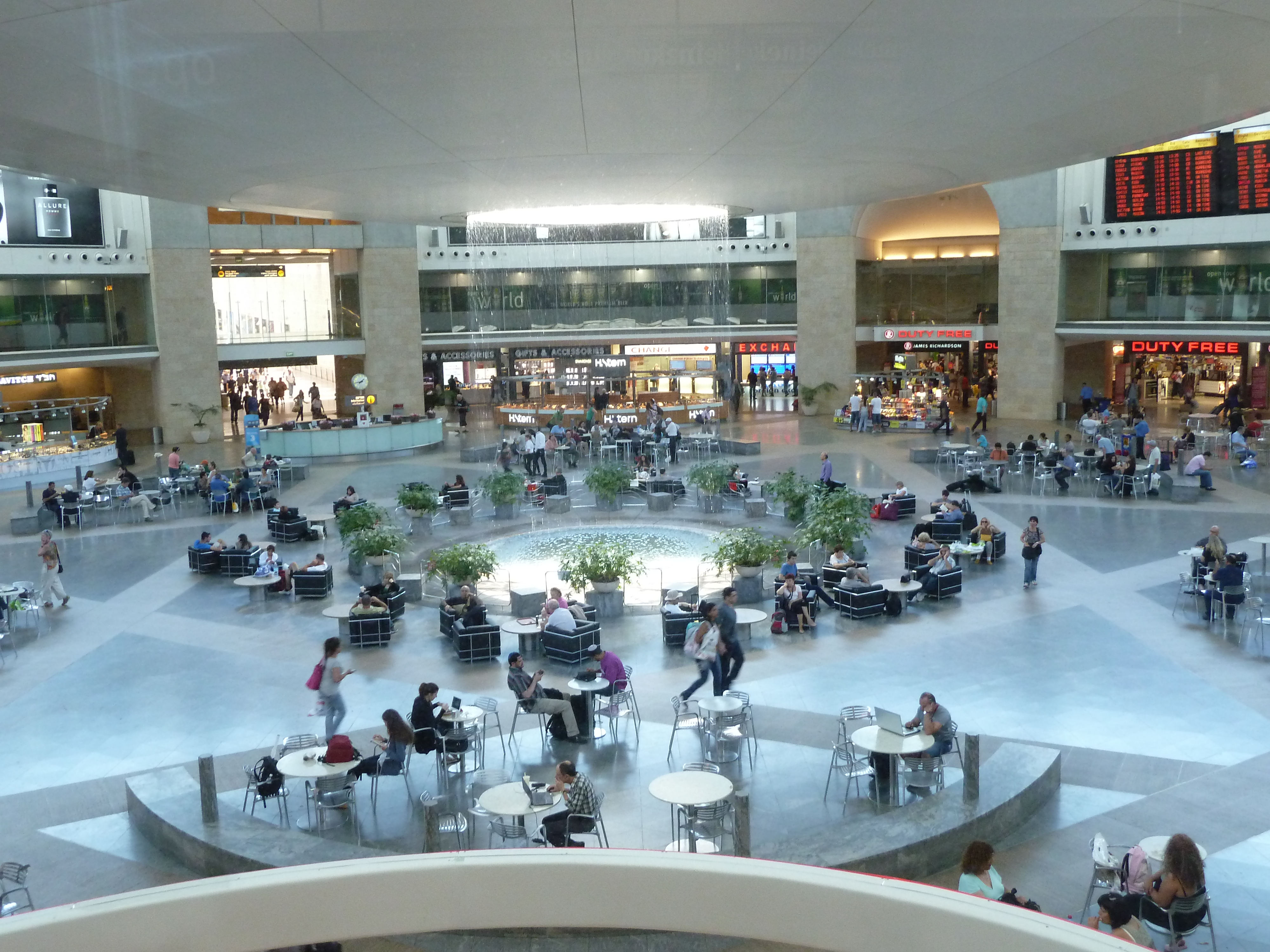
مرکز آزاد خرید در ترمینال شماره ۳ فرودگاه بن گوریون.

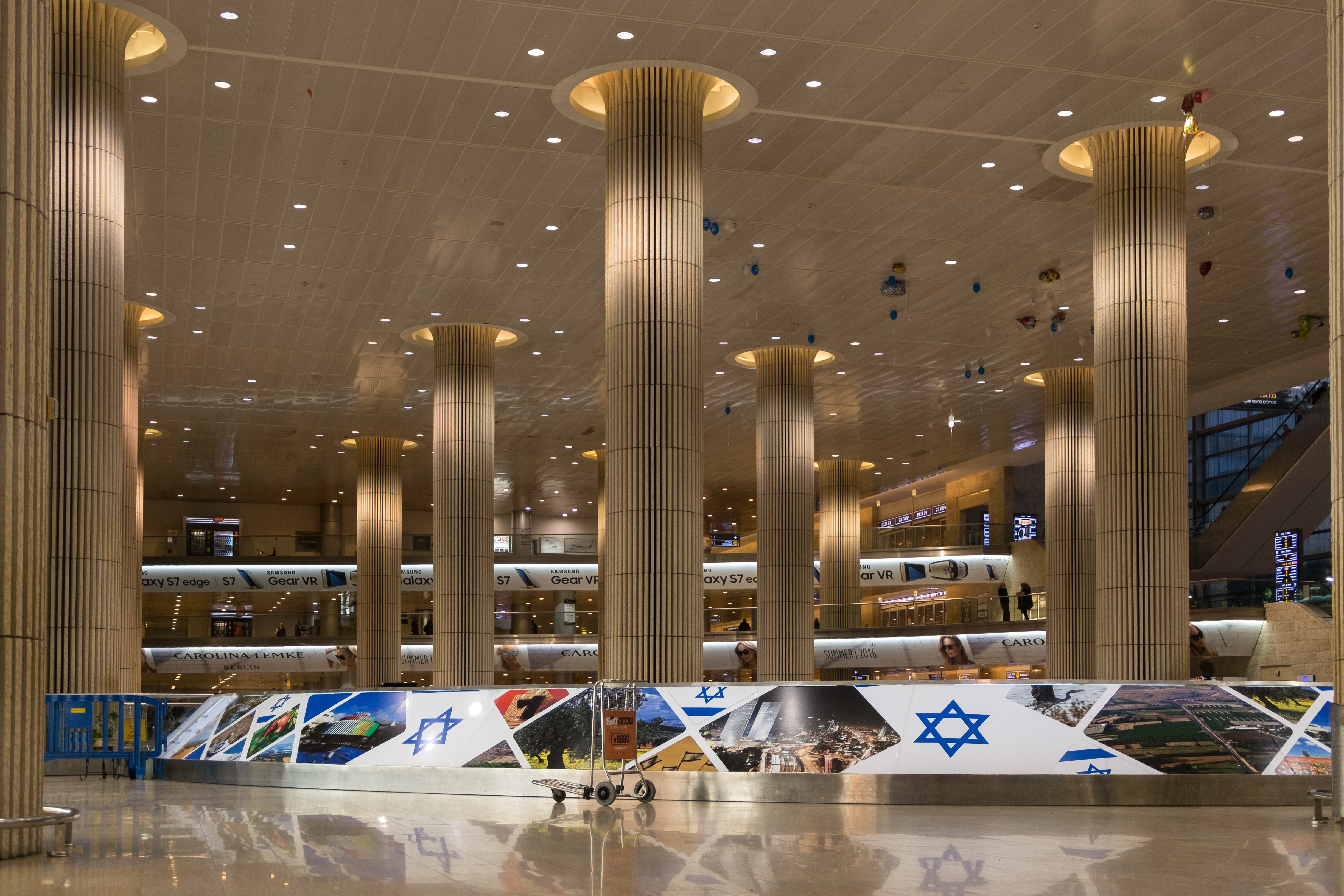
ترمینال شماره ۱ فرودگاه بن گوریون.

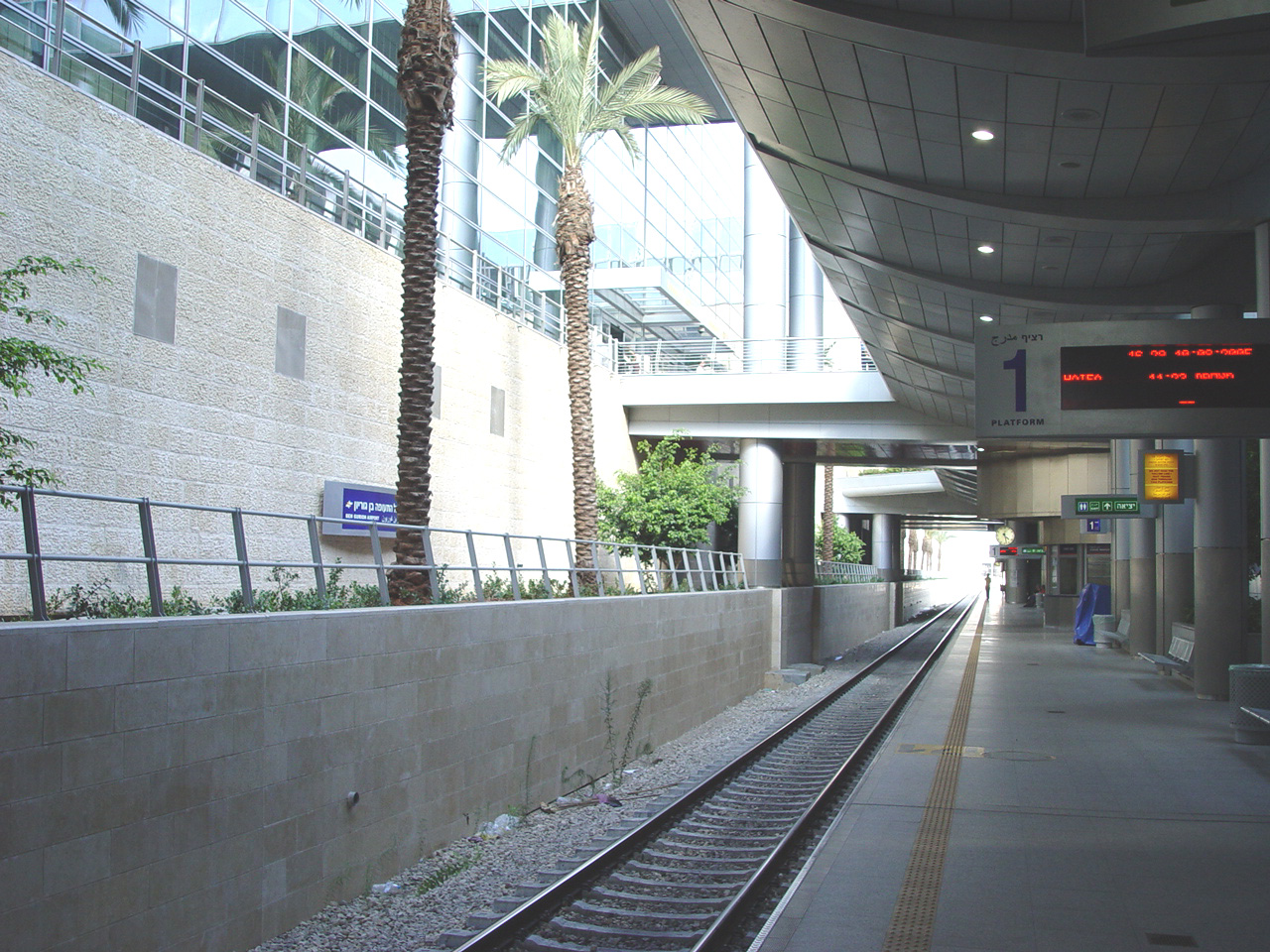
ایستگاه قطار شهری فرودگاه بین‌المللی بن گوریون که مسافران را به شهر تل‌آویو و دیگر شهرهای بزرگ اسرائیل منتقل می‌کند.

فرودگاه بین‌المللی بن گوریون (در عبری: נמל תעופה בן גוריון) (هم‌چنین در زبان عامیانه مشهور به: فرودگاه لد) نام بزرگ‌ترین فرودگاه بین‌المللی در کشور اسرائیل است که در حومه شهر لد و در ۱۵ کیلومتری جنوب شرقی کلان‌شهر تل‌آویو قرار دارد. این فرودگاه به یاد داوید بن گوریون، نخستین نخست‌وزیر اسرائیل نام‌گذاری شده‌است.
فروگاه بین‌المللی بن گوریون، خانه اصلی هواپیمایی ال عال است.
در آوریل ۲۰۰۹ میلادی از سوی مسئولین فرودگاه اعلام شد که به زودی در ترمینال شماره ۳ مخصوص پروازهای خارجی فرودگاه بین‌المللی بن گوریون، رستوران مخصوص غذاهای کوشر بر اساس قوانین کشروت افتتاح می‌شود.
پایگاه اسکادران ۲۷ نیروی هوایی ارتش اسرائیل در این فرودگاه قرار دارد.

## شرکت‌های هواپیمایی و مقصدهای پروازی

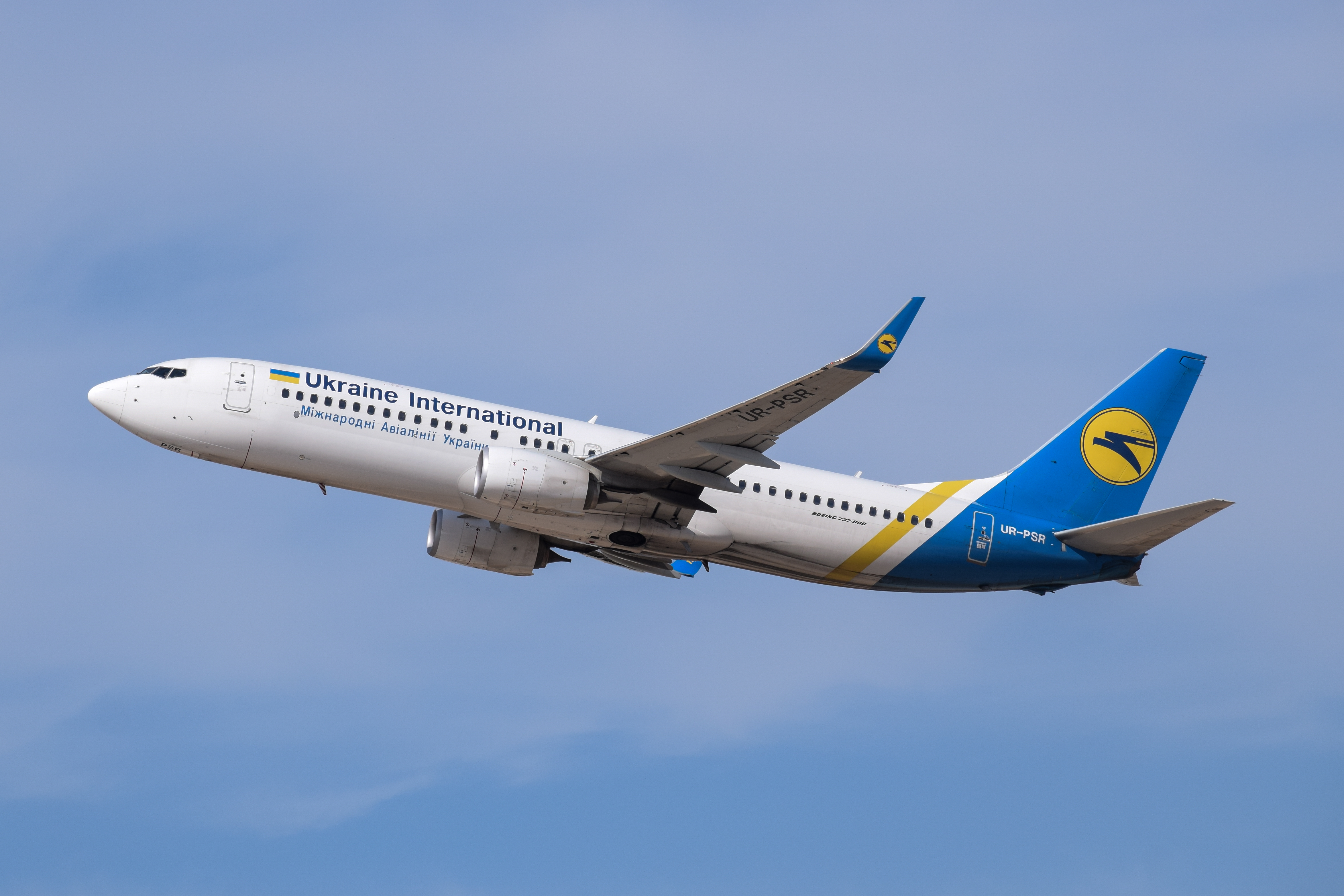
یک بوئینگ ۷۳۷ سری ۸۰۰ هواپیمایی بین المللی اوکراین به ریجیستر UR-PSR در فرودگاه بن گوریون

### مسافری
| شرکت‌های هواپیمایی                              | مقصدهای پروازی |
| ---------------------------------------------- | --- |
| آدریا ایرویز                                   | فصلی: لیوبلیانا |
| ایجین ایرلاینز                                 | آتن، لارناکا فصلی: هراکلین، سالونیک چارتر فصلی: هراکلین، جزیره کوس، رود، ملی سادورینی، ملی جزیره اسکیاتوس، زاکینثوس |
| آئروفلوت                                       | شرمتیوو |
| آئروفلوت اجرا توسط روسیه ایرلاینز              | پالکوو |
| ایر بخارست                                     | هنری کواندا |
| ایر کانادا                                     | پیرسون تورنتو فصلی: مونترآل-پییر الیوت ترودو |
| ایر اروپا                                      | مادرید-باراخاس فصلی: بارسلونا-ال پرات، پالما د مایورکا |
| ایر فرانس                                      | شارل دوگل پاریس فصلی: نیس کوت دازور |
| ایر مالتا                                      | مالت |
| ایر صربیا                                      | بلگراد نیکولا تسلا |
| Air Transat                                    | فصلی: مونترآل-پییر الیوت ترودو |
| ایر ویا                                        | فصلی: بورگاس، وارنا |
| ایربالتیک                                      | ریگا |
| آلبااستار                                      | فصلی: پالما د مایورکا |
| آلیتالیا                                       | آتن، لئوناردو دا وینچی-فیومیچینو |
| هواپیمایی ارکیا                                | بلگراد نیکولا تسلا، ایلات، لارناکا، مونیخ، شارل دوگل پاریس فصلی: اسخیپول آمستردام، بارسلونا-ال پرات، باتومی، بلوونی گوگلیلمو مارکونی، بریندیسی، هنری کواندا، بوداپست فرنک لیست، شامبری ساووی، خانیا، دوبلین، پره‌تولا، گرنوبل-ایزره، هلسینکی، هراکلین، ایبیزا، جزیره کوس، لیسبون پورتلا، لیوبلیانا، ال لیدا-الگوآیره، مینسک، ملی جزیره میکناس، اورکید سنت. پل دا اپوستل، گاردرموئن اسلو، فرنسیسکو جسا کارنئیرو، رود، رییکا، رونیمی، سیشل، پالکوو، اشتوتگارت، تفلیس، ورونا، شوپن ورشو، زوارتنوتس، زنگبار             |
| هواپیمایی ارکیا اجرا توسط تراول سرویس ایرلاینز | استانستد لندن، شارل دوگل پاریس چارتر فصلی: استکهلم-اسکاوستا (پایان در ۲۶ اوت ۲۰۱۷) |
| شرکت هواپیمایی آرمنیا                          | زوارتنوتس |
| آسترا ایرلاینز                                 | چارتر فصلی: خانیا، هراکلین، سالونیک |
| آسترین ایرلاینز                                | وین |
| آذربایجان ایرلاینز                             | حیدر علی‌اف |
| بلاویا                                         | مینسک |
| بلو ایر                                        | هنری کواندا، کلوژ-نپوکا (آغاز از ۱۹ اکتبر ۲۰۱۷) فصلی: لارناکا |
| بلوبرد ایرویز                                  | چارتر فصلی: هنری کواندا، بوداپست فرنک لیست، دوبروونیک، هراکلین، جزیره کوس، رود، ورونا |
| بریتیش ایرویز                                  | هیترو لندن |
| بروکسل ایرلاینز                                | بروکسل |
| بلغاریا ایر                                    | چارتر فصلی: صوفیه |
| بلغاریا ایر                                    | صوفیه فصلی: بورگاس، وارنا |
| بلغارین ایر چارتر                              | چارتر فصلی: بورگاس، وارنا |
| کاتای پاسیفیک                                  | هنگ کنگ |
| Cobalt Air                                     | لارناکا |
| هواپیمایی کرواسی                               | فصلی: زاگرب |
| Cyprus Airways                                 | لارناکا |
| دلتا ایرلاینز                                  | جان اف کندی |
| ایزی‌جت                                         | اسخیپول آمستردام، برلین شونفلد، لوتن لندن، منچستر، میلانو مالپنسا، ناپل (آغاز از ۴ نوامبر ۲۰۱۷), شارل دوگل پاریس، ونیز مارکو پولو (آغاز از ۳۱ اکتبر ۲۰۱۷) فصلی: گاتویک |
| EasyJet Switzerland                            | بازل-مولوز-فرایبورگ اروپا، ژنو |
| هواپیمایی مصر اجرا توسط Air Sinai              | قاهره، شرم‌الشیخ (آغاز از ۱ سپتامبر ۲۰۱۷) |
| ال عال                                         | اسخیپول آمستردام، آتن، سووارنابومی، بارسلونا-ال پرات، پکن، لوگان، بروکسل، هنری کواندا، فرانکفورت، ژنو، هنگ کنگ، اولیور تامبو، هیترو لندن، لوتن لندن، لس‌آنجلس، مادرید-باراخاس، مارسی پروانس، میامی (برقراری مجدد از ۱ نوامبر ۲۰۱۷)، میلانو مالپنسا، دوموده‌دوو، چاتراپاتی شیواجی، مونیخ، جان اف کندی، لیبرتی نیوآرک، شارل دوگل پاریس، لئوناردو دا وینچی-فیومیچینو، صوفیه، پیرسون تورنتو، ونیز مارکو پولو، وین، شوپن ورشو، زوریخ                                                                                      |
| الین‌ایر                                        | چارتر فصلی: هراکلین، جزیره کوس، سالونیک |
| انتر ایر                                       | فصلی: کاتوویتس، شوپن ورشو |
| هواپیمایی اتیوپی                               | بوول |
| فن‌ایر                                          | هلسینکی |
| جورجین ایرویز                                  | تفلیس فصلی: باتومی |
| جرمنیا                                         | دوسلدورف، هامبورگ فصلی: نورنبرگ (آغاز از ۲ نوامبر ۲۰۱۷) |
| هاینان ایرلاینز                                | پکن، شانگهای پودنگ (آغاز از ۱۲ سپتامبر ۲۰۱۷) |
| ایبریا ایرلاین                                 | مادرید-باراخاس |
| شرکت هواپیمایی اسرایر                          | ایلات |
| شرکت هواپیمایی اسرایر                          | آتن، بلگراد نیکولا تسلا، برلین شونفلد، لارناکا، مادرید-باراخاس، لئوناردو دا وینچی-فیومیچینو فصلی: اسخیپول آمستردام، بارسلونا-ال پرات، بیلبائو, برشا، بوداپست فرنک لیست، بورگاس، کورفو، دوسلدورف، ادینبرو، هراکلین، اینسبروک، کلیمانجارو، جان پل دوم کراکوف-بالیس، لیسبون پورتلا، لیوبلیانا، میلانو مالپنسا، مونیخ، نیس کوت دازور، پافوس، شارل دوگل پاریس، پروگیا، پودگوریتسا، رود، فدریکو فلینی، صوفیه، استکهلم-آرلاندا، اشتوتگارت، تفلیس، سالونیک، تیوات، تولوز-بلانیاک، وارنا، ملی نا انچیالوس، زاکینثوس، زنگبار |
| کاال‌ام                                         | اسخیپول آمستردام |
| کورین ایر                                      | اینچئون |
| لوت پولیش ایرلاینز                             | گدایسک لخ والسا، لوبلین, پوزنان-لاویکا, شوپن ورشو، وروتسواف کوپرنیکوس |
| لوفت‌هانزا                                      | فرانکفورت، مونیخ |
| میسترال ایر                                    | فصلی: باری |
| Neos                                           | چارتر فصلی: آلیکانته-الچه، اوریو آل سریو، هراکلین، میلانو مالپنسا، رود، لئوناردو دا وینچی-فیومیچینو، ورونا |
| نروجین ایر شاتل                                | بارسلونا-ال پرات, کپنهاگ، استکهلم-آرلاندا |
| پگاسوس ایرلاینز                                | صبیحه گوکچن، آنتالیا فصلی: عدنان مندرس |
| الملکیه الاردنیه                               | ملکه علیا |
| رایان‌ایر                                       | اوریو آل سریو (آغاز از ۲۹ اکتبر ۲۰۱۷), گدایسک لخ والسا (آغاز از ۳۰ اکتبر ۲۰۱۷), کارلسروهه/بادن-بادن (آغاز از ۲۹ اکتبر ۲۰۱۷), جان پل دوم کراکوف-بالیس (آغاز از ۳۱ اکتبر ۲۰۱۷), پافوس، پوزنان-لاویکا (آغاز از ۲۹ اکتبر ۲۰۱۷), لئوناردو دا وینچی-فیومیچینو (آغاز از ۲۹ اکتبر ۲۰۱۷),وروتسواف کوپرنیکوس (آغاز از ۲۹ اکتبر ۲۰۱۷) |
| Small Planet Airlines                          | چارتر فصلی: هراکلین |
| اسمال پلنت ایرلاینز                            | فصلی: کاتوویتس |
| اسمارت‌وینگز اجرا توسط تراول سرویس ایرلاینز     | فصلی: ام. آر. استفانیک، پراگ رازیون |
| سان دور اینترنشنال ایرلاینز اجرا توسط ال عال   | بارسلونا-ال پرات، شارل دوگل پاریس فصلی: اسخیپول آمستردام، باتومی, کگلیاری-الماس, کاتانیا-فونتاناروسا، کورفو، گرنوبل-ایزره، هراکلین، ایبیزا, کاتوویتس، جان پل دوم کراکوف-بالیس, لیسبون پورتلا، لیوبلیانا، لودز لوبلینک، مالاگا، مینسک، مونیخ، اودسا, رود، لئوناردو دا وینچی-فیومیچینو، اشتوتگارت، تفلیس، تورین کاسله، والنسیا، ورونا، ویلنیوس، زاگرب، زاکینثوس، زنگبار |
| سوئیس اینترنشنال ایرلاینز                      | زوریخ |
| Tandem Aero اجرا توسط ایر مولداوا              | کیشیناو |
| تاروم                                          | هنری کواندا، یاش |
| ترانساویا.کام                                  | اسخیپول آمستردام، آیندهوون (آغاز از ۳ نوامبر ۲۰۱۷), مونیخ (پایان در ۲۶ اکتبر ۲۰۱۷) |
| ترنسویا فرانس                                  | لیون-سینت اگزوپری، اورلی |
| تراول سرویس ایرلاینز                           | چارتر فصلی: بوداپست فرنک لیست، کارلووی واری، کاتوویتس، شوپن ورشو |
| ترکیش ایرلاینز                                 | آنتالیا (آغاز از ۳۰ اوت ۲۰۱۷)، آتاترک، صبیحه گوکچن |
| Tus Air                                        | لارناکا فصلی: پافوس، ملی جزیره اسکیاتوس |
| هواپیمایی بین‌المللی اوکراین                    | دنیپروپتروفسک، بوریسپیل، لیو دانیلو هالیتسکی، اودسا، زاپروژیا فصلی: خارکوف، Vinnytsia |
| یونایتد ایرلاینز                               | لیبرتی نیوآرک، سانفرانسیسکو |
| آپ اجرا توسط ال عال                            | برلین شونفلد، بوداپست فرنک لیست، بوریسپیل، لارناکا، پراگ رازیون |
| اورال ایرلاینز                                 | پاشکوفسکی، مینرالنیه وودی (آغاز از ۱۱ اکتبر ۲۰۱۷)، رامنسکویه، پالکوو، کورومچ، سوچی، کولتسوو |
| ازبکستان ایرویز                                | تاشکند |
| ویولینگ                                        | بارسلونا-ال پرات، لئوناردو دا وینچی-فیومیچینو فصلی: پره‌تولا |
| ویز ایر                                        | هنری کواندا، بوداپست فرنک لیست، کلوژ-نپوکا، کرایووا, دبرسن، یاش، کاتوویتس، کاناس، کوشیتسه, لوتن لندن، لوبلین, پراگ رازیون، ریگا، صوفیه، ترایان وویا (آغاز از ۳۰ اکتبر ۲۰۱۷), وارنا، ویلنیوس، شوپن ورشو |
| واو ایر                                        | کفلاویک (آغاز از ۱۲ سپتامبر ۲۰۱۷) |
| ایکس‌ال ایرویز فرانسه                           | فصلی: شارل دوگل پاریس |
| یان‌ایر                                         | فصلی: کیف ژولیانی، اودسا |

### باری
| شرکت‌های هواپیمایی   | مقصدهای پروازی                            |
| ------------------- | ----------------------------------------- |
| CAL Cargo Air Lines | لارناکا، لیژ، جان اف کندی، گاردرموئن اسلو |
| دی‌اچ‌ال اوییشن       | اوریو آل سریو، لایپزیگ/هال                |
| ال عال              | لیژ، جان اف کندی                          |
| هواپیمایی اتیوپی    | بوول، آتاترک                              |
| فدکس اکسپرس         | آتن، کلن بن، مونیخ، شارل دوگل پاریس       |
| کورین ایر           | میلانو مالپنسا، اینچئون، وین              |
| لوفت‌هانزا کارگو     | فرانکفورت                                 |
| الملکیه الاردنیه    | ملکه علیا                                 |
| سیلک وی ایرلاینز    | حیدر علی‌اف                                |
| ترکیش ایرلاینز      | آتاترک                                    |